# Velika Morava
- Pentru râul cu nume omonim din Cehia, a se vedea Râul Morava.

Morava sau Velika Morava este un râu din Serbia, afluent de dreapta al Dunării. 

## Geografie
În apropiere de orașul Stalać, Morava de Sud / Južna Morava și Morava de Apus / Zapadna Morava dau naștere prin confluența lor râului Morava Mare (Velika Morava).
Până la confluența sa cu fluviul Dunărea, la nord-est de orașul Smederevo, Velika Morava are o lungime de 185 km. Împreună cu ramura sa cea mai lungă (Zapadna Morava) are 493 km. 

## Istorie
În secolul al VII-lea și în timpul Evului Mediu, slavii care s-au stabilit acolo au devenit majoritari în zonă, așa cum se poate vedea din toponimele slave. A existat și o populație formată din vlahi romanizați, majoritatea vlahilor au părăsit zona în trecut, deoarece bazinul Morava a fost principala cale de invazie a slavilor pentru atacurile lor asupra Imperiului Roman.

## Galerie de imagini

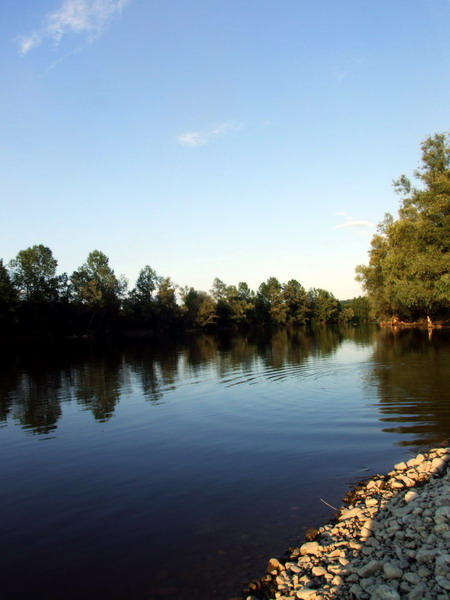
Velika Morava, în apropiere de Lapovo
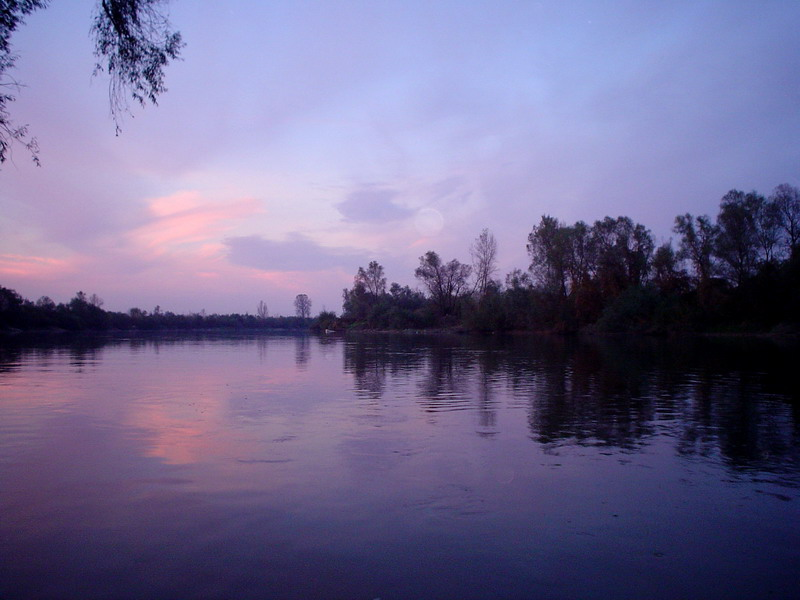
Velika Morava, în apropiere de Lapovo
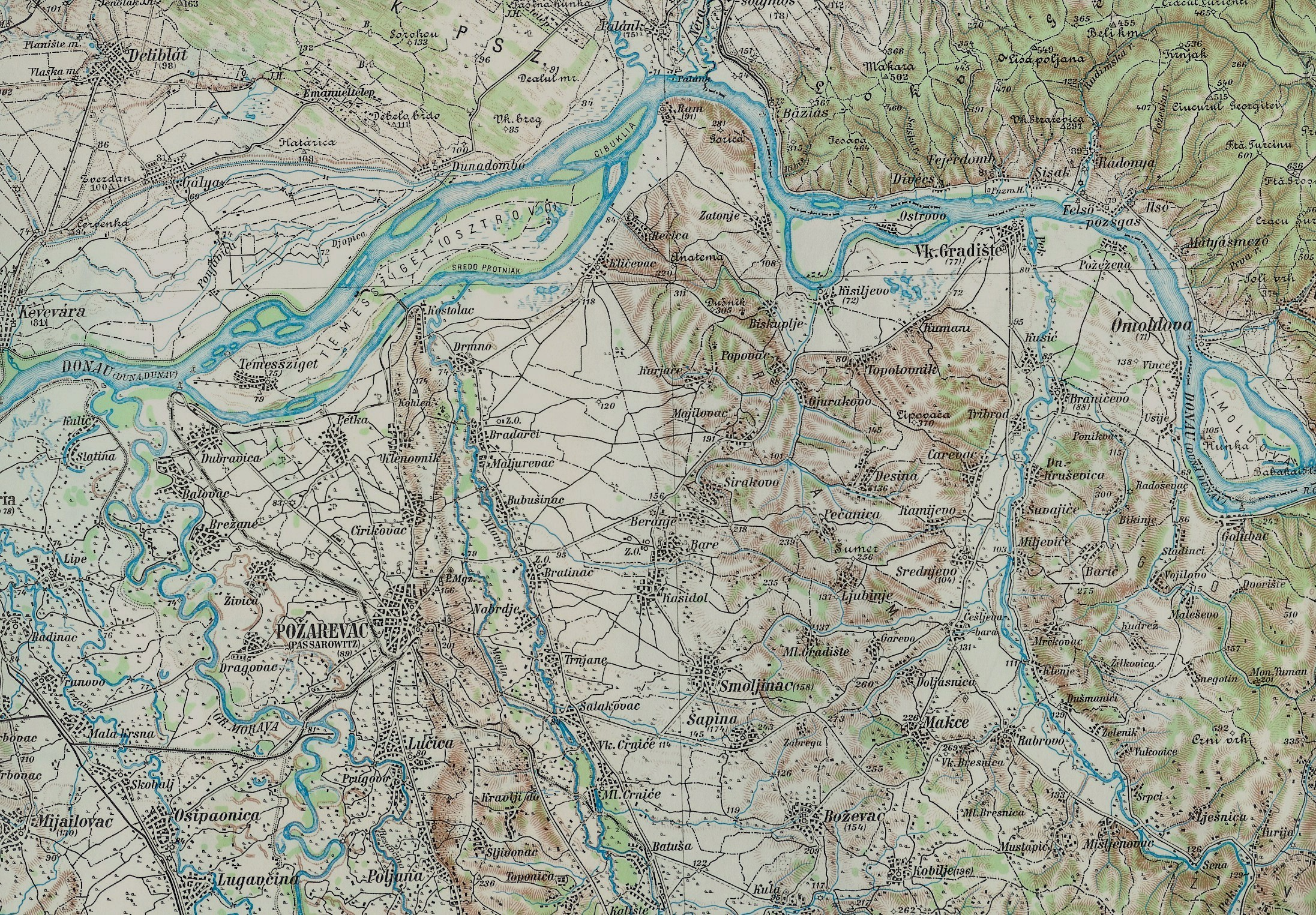
Gurile Moravei Mari, în amonte de Požarevac, prin anul 1916